# 富山県道347号東老田白石線
富山県道347号東老田白石線（とやまけんどう347ごう ひがしおいだしらいしせん）は富山県富山市から同県射水市に至る一般県道である。

## 概要

### 路線データ
- 起点：富山県富山市東老田字江代割（富山県道41号新湊平岡線交点）
- 終点：富山県射水市白石字剣先（国道8号交点）
- 実延長：3,014m

## 沿革
- 1973年（昭和48年）3月31日 - 認定[1]
  - 起点：富山市東老田
  - 終点：射水郡下村白石

## 通過する自治体
- 富山県
  - 富山市 - 射水市

## 接続する道路
- 富山県道41号新湊平岡線（起点：東老田（北）交差点）
- 富山県道44号富山高岡線（願海寺交差点 - 富山短大南口交差点で重複）
- 国道8号（富山高岡バイパス）（終点：富山短大口交差点）

## 周辺
- 富山国際大学 呉羽キャンパス（子ども育成学部）
- 富山短期大学
- 富山市立老田小学校
- 老田郵便局
- ボランタス協同組合（スーパーマーケット）
- 大阪屋ショップ 呉羽店
- アルビス 呉羽本郷店

## その他
- ゼンリンデータコム提供の電子地図では、当県道は記載されていない（2011年（平成23年）11月13日現在）。